# Épinceur
 (août 2009).
Si vous disposez d'ouvrages ou d'articles de référence ou si vous connaissez des sites web de qualité traitant du thème abordé ici, merci de compléter l'article en donnant les références utiles à sa vérifiabilité et en les liant à la section « Notes et références ».
Un épinceur est un ouvrier qui façonne les pavés et les moellons.
Un épinceur de pavés taillait les pavés et les bordures de trottoirs à partir de la roche qu'il avait cassée. Il travaillait ensuite le pavé pour l'amener aux dimensions voulues avec ses instruments (massette, marteau court et long fendu en angle par les deux bouts, épinçoir).